# Okuda Koya
Okuda Koya (奥田 晃也 Okuda Koya, sinh ngày 1 tháng 10 năm 1994) là một cầu thủ bóng đá người Nhật Bản. Anh thi đấu cho YSCC Yokohama.

## Sự nghiệp
Okuda Koya gia nhập câu lạc bộ J3 League YSCC Yokohama năm 2017.